# آتشفشان یلوفسکی
آتشفشان یلوفسکی (انگلیسی: Yelovsky) یک کوه آتشفشانی در شبه‌جزیره کامچاتکای کشور روسیه است.